# Městský park
Městský park, nebo obecní park, je park (udržovaný veřejný prostor) situovaný ve městech/městysech/obcích. Je to typický přístupný okrasný a rekreační pozemek se zelení v otevřeném prostoru.

## Další informace
Městský park by měl být klidovou zónou v ruchu města a také možností aktivního multifunkčního trávení volného času. Je to také prostor záměrného či náhodného setkávání lidí, místem poznání, relaxace a zážitků. Jsou důležité pro jedince i společnost. Souvisí také s pojmem veřejná zeleň. Nejstarším veřejným městským parkem je zřejmě Alameda de Hércules ve městě Sevilla ve Španělsku z roku 1574. Městský park je ve vlastnictví příslušného města či jeho městské části/obvodu. Neodmyslitelnou součástí městských parků jsou také porosty trávníků, dřevin aj. rostlin. Podle velikosti a kvality mohou obsahovat také dětská hřiště, inlinové, cyklistické, běžecké či turistické trasy, workouty či jiná sportovní využití, vodní toky a nádrže, sochy, památníky, sociální zařízení apod. Důležitým prvkem je také bezbariérový přístup a řízená údržba městských parků. Jsou také místy kulturních aj. akcí. Vstup nebývá zpoplatněn.

## Galerie

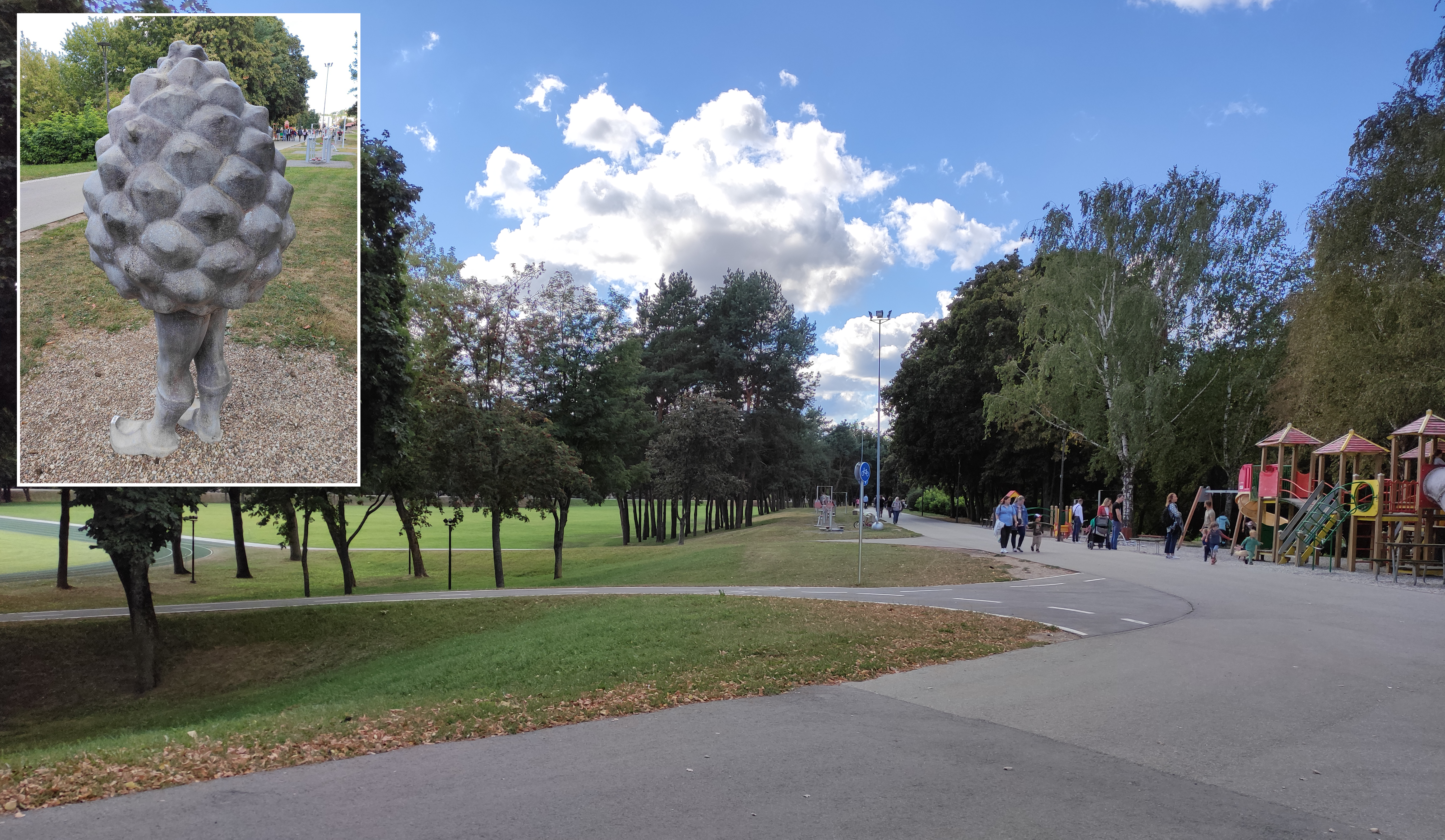
Park Santaka, Kaunas
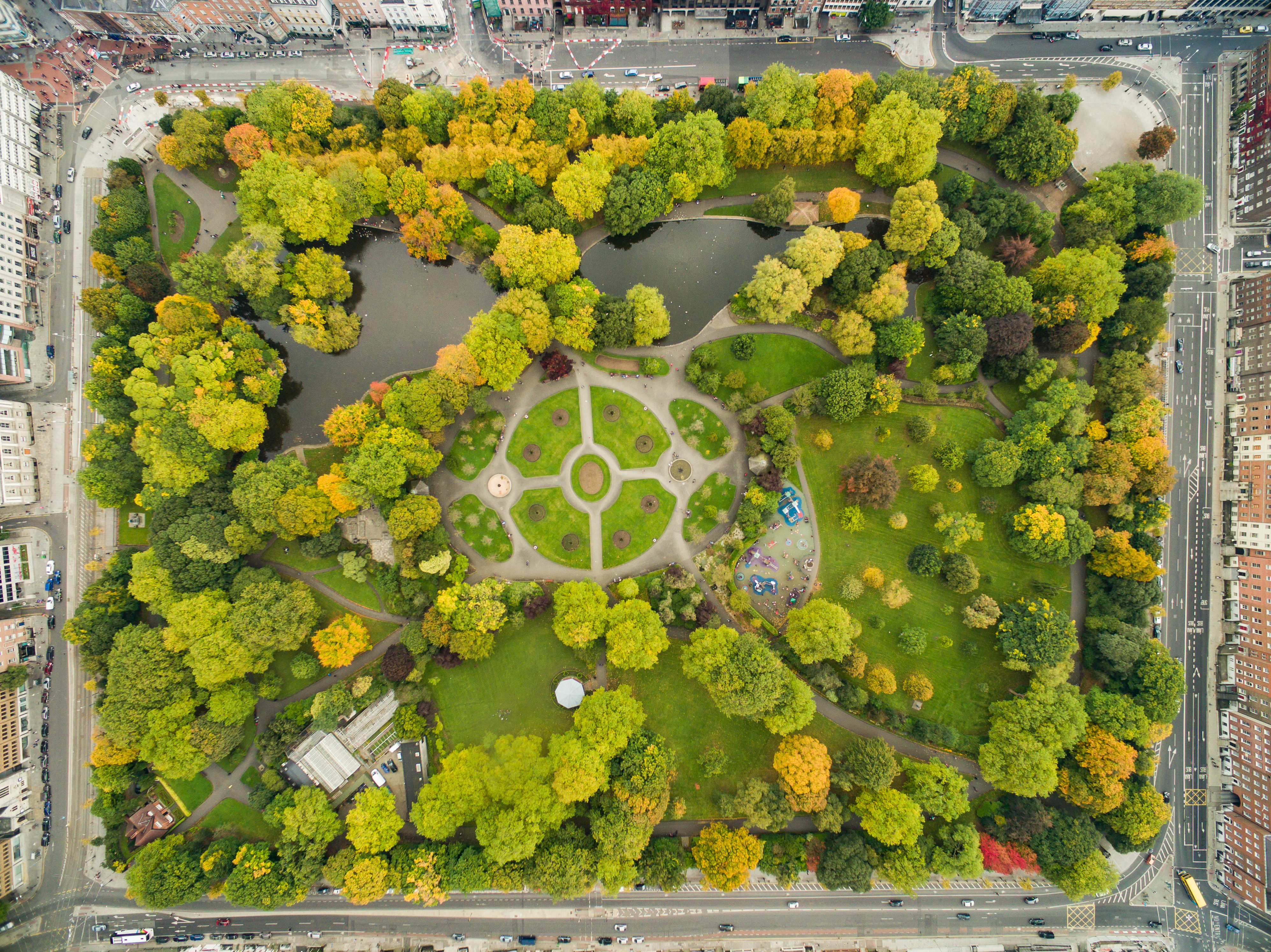
St Stephen's Green v Dublinu
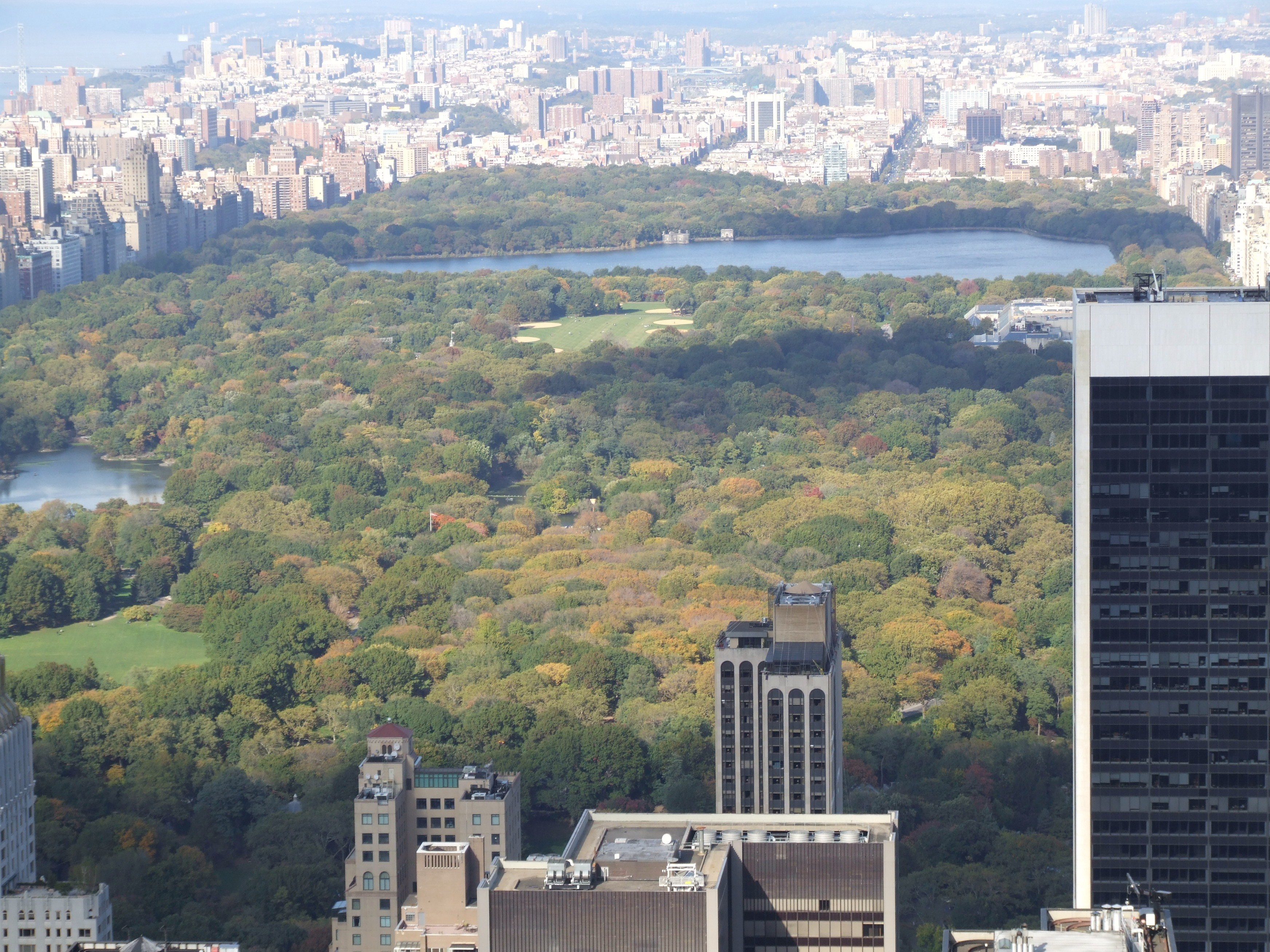
Pohled na Central Park v New Yorku
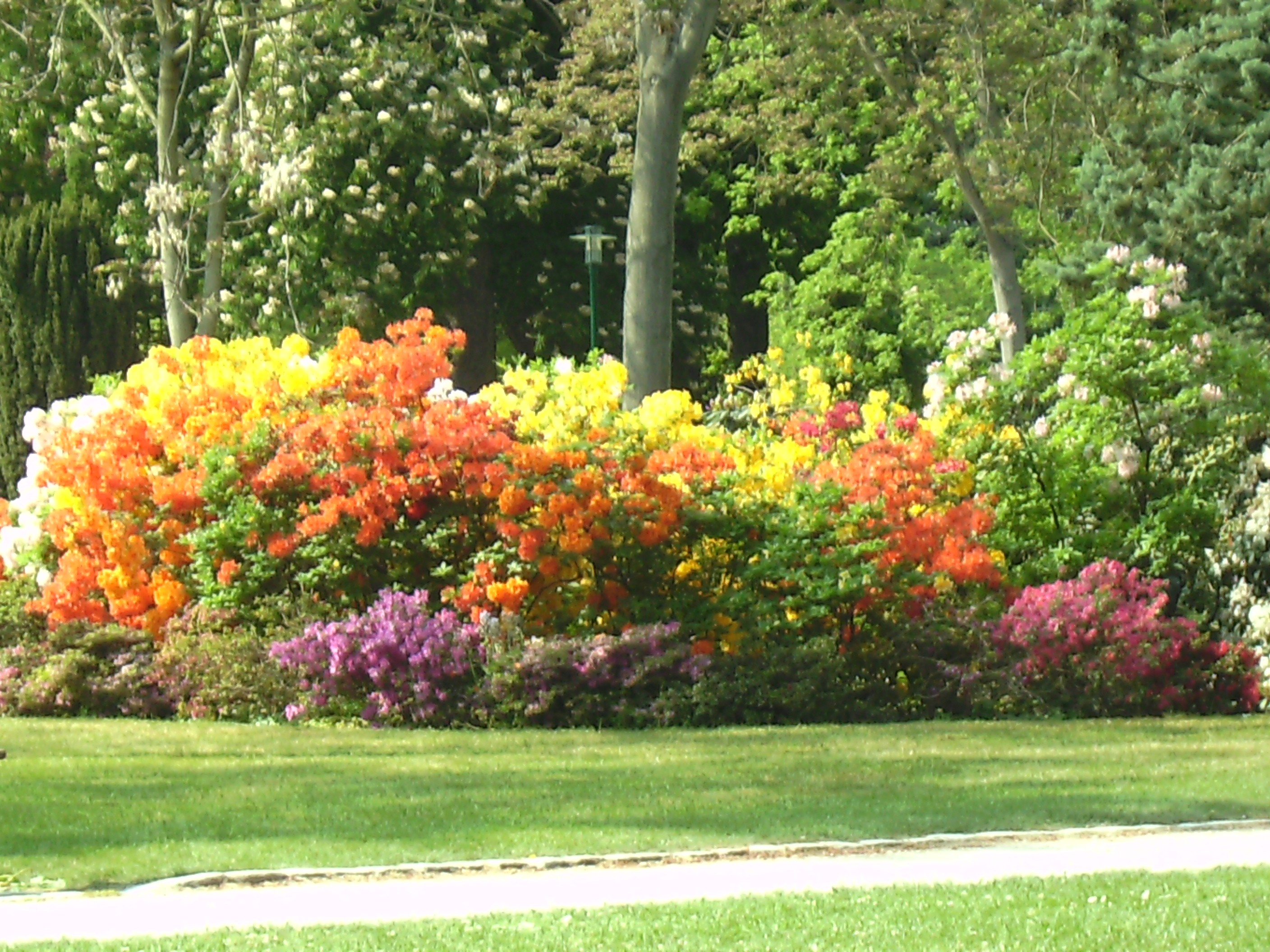
Pěnišníky v parku „Pépinière“ v Nancy
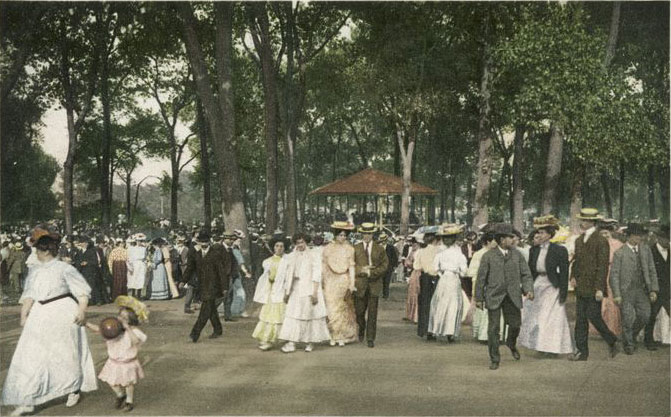
Koncert v Lincolnově parku v Chicagu (1907)